# Virág Csurgó
Virág Csurgó (* 10. November 1972 in Siófok) ist eine ehemalige ungarische Tennisspielerin.

## Karriere
Csurgó konnte während ihrer Karriere sieben Doppeltitel des ITF Women’s Circuit gewinnen.
Für ihr Geburtsland nahm sie an den Olympischen Sommerspielen 1996 im Einzel und Doppel in Atlanta teil. Ein Start im Einzel war für sie eigentlich nicht vorgesehen. Weil aber eine Spielerin kurz vor ihrer Partie zurückzog, erhielt sie die Möglichkeit für diese einzuspringen. Sie hatte nur fünf Minuten Zeit um zum Platz zu gelangen, gewann das Match aber gegen Aleksandra Olsza mit 6:2 und 7:5. In der zweiten Runde verlor sie dann gegen Kimiko Date mit 2:6 und 3:6. Im Doppel spielte sie an der Seite von Andrea Temesvári. Man gewann in der ersten Runde gegen die chilenische Paarung Paula Cabezas/Barbara Castro mit 6:4, 1:6 und 6:3. Im Achtelfinale schied man gegen Manon Bollegraf/Brenda Schultz-McCarthy aus den Niederlanden mit 6:74 und 6:75 aus.
Zwischen 1988 und 1996 spielte sie für die ungarische Fed-Cup-Mannschaft, für die sie sechs ihrer 16 Partien gewann.

## Turniersiege

### Doppel
| Nr. | Datum        | Turnier              | Kategorie   | Belag             | Partnerin        | Finalgegnerinnen                   | Ergebnis      |
| --- | ------------ | -------------------- | ----------- | ----------------- | ---------------- | ---------------------------------- | ------------- |
| 1.  | Juni 1994    | Caserta              | ITF $25.000 | Sand              | Flora Perfetti   | Mami Donoshiro Kyōko Nagatsuka     | 6:1, 7:5      |
| 2.  | Juni 1996    | Budapest             | ITF $50.000 | Sand              | Nóra Köves       | Ángeles Montolio Fabiola Zuluaga   | 5:7, 7:5, 6:2 |
| 3.  | Oktober 1997 | Bukarest             | ITF $25.000 | Sand              | Janette Husárová | Olga Glouschenko Tazzjana Putschak | 6:0, 6:0      |
| 4.  | Februar 1998 | Redbridge            | ITF $25.000 | Hartplatz (Halle) | Olena Tatarkowa  | Kirsten Freye Hila Rosen           | 7:5, 6:3      |
| 5.  | Juli 1998    | Puchheim             | ITF $25.000 | Sand              | Nóra Köves       | Silke Meier Jasmin Wöhr            | 4:6, 6:0, 6:3 |
| 6.  | Juli 2000    | Vaihingen an der Enz | ITF $25.000 | Sand              | Eva Martincová   | Andrea Glass Jasmin Wöhr           | 6:2, 2:6, 6:4 |
| 7.  | Juli 2000    | Lüttich              | ITF $50.000 | Sand              | Petar Mandula    | Eva Bes Gisela Riera               | 7:63, 6:1     |

## Abschneiden bei Grand-Slam-Turnieren

### Doppel
| Turnier         | 1996 | 1997 | 1998 | 1999 | 2000 | Karriere |
| --------------- | ---- | ---- | ---- | ---- | ---- | -------- |
| Australian Open | 2    | 1    | 1    | 1    | 2    | 2        |
| French Open     | —    | 2    | 1    | —    | —    | 2        |
| Wimbledon       | —    | 1    | 1    | —    | —    | 1        |
| US Open         | 1    | —    | 2    | —    | —    | 2        |

## Persönliches
Sie ist mit Tamás Nagy verheiratet und hat zwei Kinder. Ihre Tochter Adrienn Nagy ist ebenfalls Tennisspielerin.